# Sarasota Open
O Sarasota Open é um torneio de tênis, que faz parte da série ATP Challenger Tour, realizado desde 2009, realizado em piso de saibro, em Sarasota, Flórida, Estados Unidos.

## Edições

### Simples
| Ano  | Campeões          | Finalistas         | Placar             | Ref.  |
| ---- | ----------------- | ------------------ | ------------------ | ----- |
| 2017 | Frances Tiafoe    | Tennys Sandgren    | 6–3, 6–4           |       |
| 2016 | Mischa Zverev     | Gerald Melzer      | 6–4, 7–6(7–2)      |       |
| 2015 | Federico Delbonis | Facundo Bagnis     | 6–4, 6–2           |       |
| 2014 | Nick Kyrgios      | Filip Krajinović   | 7–6(12–10), 6–4    | [ 1 ] |
| 2013 | Alex Kuznetsov    | Wayne Odesnik      | 6–0, 6–2           |       |
| 2012 | Sam Querrey       | Paolo Lorenzi      | 6–1, 6–7(3–7), 6–3 |       |
| 2011 | James Blake       | Alex Bogomolov Jr. | 6–2, 6–2           |       |
| 2010 | Kei Nishikori     | Brian Dabul        | 2–6, 6–3, 6–4      |       |
| 2009 | James Ward        | Carsten Ball       | 7–6(7-4), 4–6, 6–3 |       |

### Duplas
| Ano  | Campeões                           | Finalistas                          | Placar                     | Ref. |
| ---- | ---------------------------------- | ----------------------------------- | -------------------------- | ---- |
| 2017 | Scott Lipsky Jürgen Melzer         | Stefan Kozlov Peter Polansky        | 6–2, 6–4                   |      |
| 2016 | Facundo Argüello Nicolás Kicker    | Marcelo Arévalo Sergio Galdós       | 4–6, 6–4, [10–6]           |      |
| 2015 | Facundo Argüello Facundo Bagnis    | Chung Hyeon Divij Sharan            | 3–6, 6–2, [13–11]          |      |
| 2014 | Marin Draganja Henri Kontinen      | Rubén Ramírez Hidalgo Franko Škugor | 7–5, 5–7, [10–6]           |      |
| 2013 | Ilija Bozoljac Somdev Devvarman    | Steve Johnson Bradley Klahn         | 6–7(5–7), 7–6(7–3), [11–9] |      |
| 2012 | Johan Brunström Izak van der Merwe | Martin Emmrich Andreas Siljeström   | 6–4, 6–1                   |      |
| 2011 | Ashley Fisher Stephen Huss         | Alex Bogomolov Jr. Alex Kuznetsov   | 6–3, 6–4                   |      |
| 2010 | Brian Battistone Ryler DeHeart     | Gero Kretschmer Alex Satschko       | 5–7, 7–6(7-4), [10–8]      |      |
| 2009 | Víctor Estrella Santiago González  | Harsh Mankad Kaes Van't Hof         | 6–2, 6–4                   |      |

## Ligações Externas
- Site Oficial